# یواس‌اس اینکا (اس‌پی-۱۲۱۲)
یواس‌اس اینکا (اس‌پی-۱۲۱۲) (به انگلیسی: USS Inca (SP-1212)) یک کشتی بود که طول آن 62' 4" بود. این کشتی در سال ۱۹۱۷ ساخته شد.